# Jasub
Jasub est un fils d'Issachar fils de Jacob et de Léa. Ses descendants s'appellent les Jasubites.

## Jasub et ses frères
Jasub a pour frères Thola, Phua et Semron,,.

## Jasub en Égypte
Jasub part avec son père Issachar et son grand-père Jacob pour s'installer en Égypte au pays de Goshen dans le delta du Nil.
La famille des Jasubites dont l'ancêtre est Jasub sort du pays d'Égypte avec Moïse,.